# Percy Peter
Edward Percival „Percy” Peter (Kensington, 1902. március 28. – Christchurch, 1986. november 23.) olimpiai bronzérmes angol úszó, vízilabdázó.